# 68 Herculis
68 Herculis (u Herculis) é uma estrela na direção da Hercules. Possui uma ascensão reta de 17h 17m 19.57s e uma declinação de +33° 06′ 00.4″. Sua magnitude aparente é igual a 4.80. Considerando sua distância de 865 anos-luz em relação à Terra, sua magnitude absoluta é igual a −2.32. Pertence à classe espectral B1.5Vp.